# Leopoldine Blasel

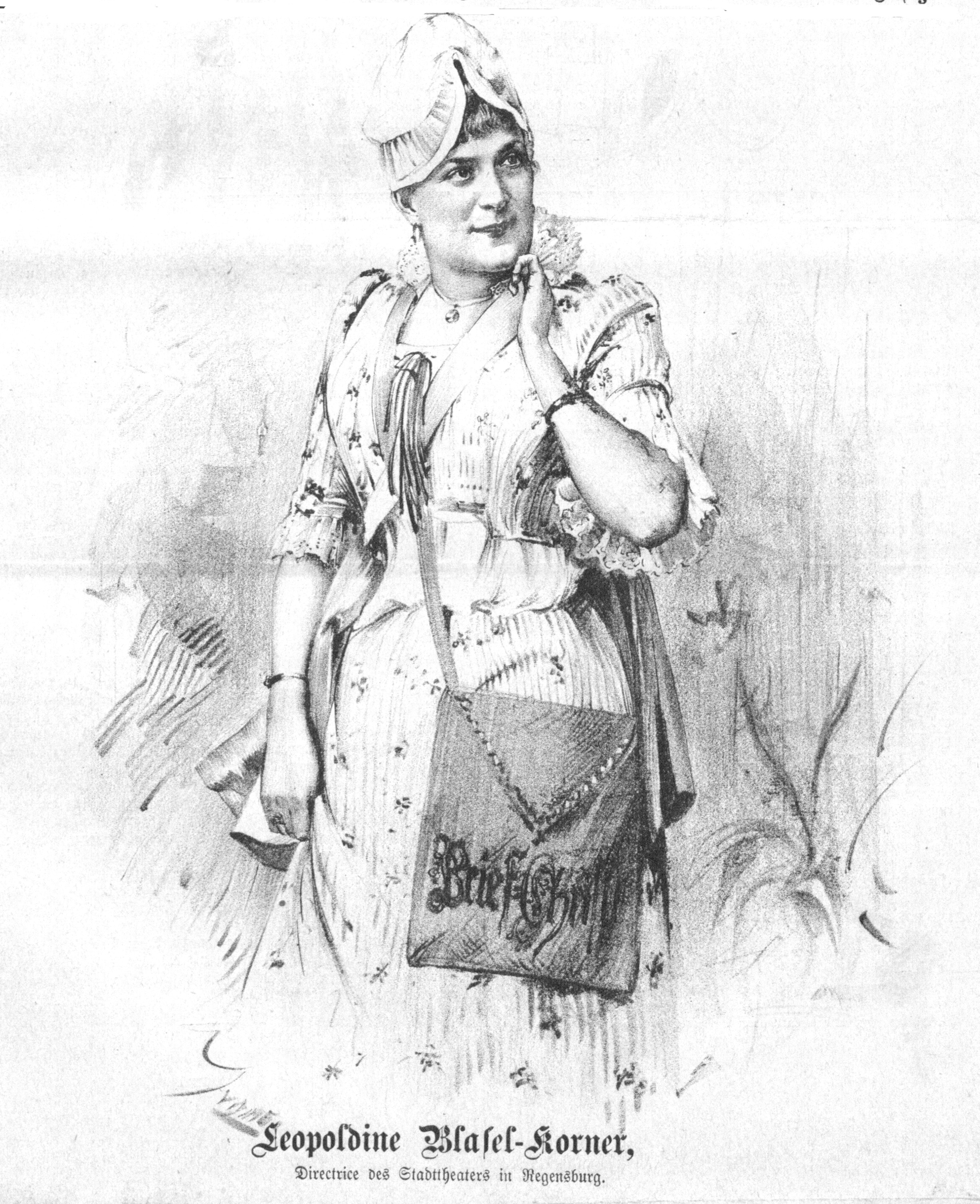
Leopoldine Blasel-Körner, 1892

Leopoldine Blasel, geborene Leopoldine Korner oder Leopoldine Körner (10. August 1858 in Wien – 8. Juni 1926 ebenda), war eine österreichische Opernsängerin (Sopran) und Theaterschauspielerin.

## Leben
Blasel begann, von Franz von Suppè ausgebildet, 1875 am Carltheater in Wien als Theaterschauspielerin und Sängerin und war sodann in Linz 1877, hierauf in Baden bei Wien 1878, München 1879, Budapest 1880, Salzburg 1881 engagiert und folgte 1882 einem Antrag an das Gärtnerplatztheater in München. Danach war sie von 1883 bis 1884 am Friedrich-Wilhelmstädtischen Theater in Berlin engagiert, 1885 am Carl-Schultze-Theater in Hamburg und von 1887 bis 1888 erneut am Friedrich-Wilhelmstädtischen Theater in Berlin. 1899 heiratete sie Paul Blasel in Brünn und folgte ihm fortan bei dessen Engagement.
Sie wurde in der Urnenwand der Feuerhalle Simmering (Abt. MR, Gr. 106, Nr. 7 – bereits aufgelassen) in Wien beigesetzt.